# ناتان تسونتس
ناتان تسونتس (آلمانی: Nathan Zuntz؛ ۷ اکتبر ۱۸۴۷ – ۲۲ مارس ۱۹۲۰) فیزیولوژیست، پزشک و استاد دانشگاه اهل آلمان بود.
او یکی از پیشگامان «فیزیولوژی هوانوردی و پرواز» مدرن محسوب می‌شود و به عنوان عضو آکادمی علوم آلمان لئوپولدینا انتخاب شد.

وی دانش‌آموختهٔ رشتهٔ پزشکی در دانشگاه بن بود و پژوهش‌هایی در زمینهٔ متابولیسم، تنفس و تغذیه دارد و به‌واسطهٔ کارهایش در زمینهٔ فیزیولوژی در ارتفاعات بلند شهرت دارد.
او مطالعات و پژوهش‌های گسترده‌ای در زمینهٔ تغییرات فیزیولوژیک بدن در شرایط دشوار دارد و بسیاری از آزمایش‌های خود را در یک ایستگاه پژوهشی بر قلهٔ مونته روزا در ارتفاع ۴۶۰۰ متری واقع در کشورِ ایتالیا انجام داده‌است.
در سال ۱۹۰۲ میلادی، او به همراه دستیارش هرمان فون شروتر، هواشناس برجسته آرتور برسون و راینهارد زورینگ با یک بالن مخصوص به ارتفاع ۵۰۰۰ صعود کردند تا تغییرات فیزیولوژیک بدن را در ارتفاعات بالا بررسی کنند.